# ジェームス天願
ジェームス天願（ - てんがん、1958年 - ）、日本で活動しているアメリカ人タレント。

## 経歴
1958年 米国ロサンゼルス生まれ。二十歳までロスとハワイに住む。
1978年 ハワイ大学から、上智大学比較文学科編入の為来日。
1981年 中国語研究所にて基礎北京語の講師を務める。
1985年 JCTV（日本ケーブルテレビジョン）英語ニュースのキャスターを務める。また、NHK短波放送のラジオジャパンにて英語ニュースを担当。
1986年 NHK音声多重放送 英語ニュースの校正とキャスターを務める。
1987年 NHK衛星放送 英語ニュースのアナウンスを担当。
1988年 FMジャパン（J-WAVE）昼のワイド番組のDJとして登場。
1990年 琉球放送「うりひゃー!東京カラーランド」をきゃんひとみと担当（収録は東京）。
1991年 琉球舞踊研究の為沖縄県に移住。以来、関東・関西のラジオ番組（神戸のKiss-FM KOBE、京都のα-STATION、大阪のFM802）などでレギュラーや特番で活躍。
1992年～1993年 沖縄県より発信されたJ-WAVEの昼のワイド番組を担当。
1994年 九州地区において、FM福岡の福岡アジア祭、CROSS FMのバレンタイン特番、FM熊本のクリスマス特番などを担当
1995年2月～7月 中華人民共和国の上海広播電台にて1時間の音楽番組を担当。
同年 台湾のFM局ICRTで特番を担当。
1997年～1999年 FM横浜土曜日19時～23時までの生放送番組Yokohama Fantasiaを担当。
1998年 日本航空機内放送 Asian Vibrationの構成・出演を担当、2006年4月に終了。
1998年 FM沖縄にてコカコーラ提供の帯番組（録音）を担当、現在も継続。
2000年 愛知県名古屋市のRADIO-i日曜日の午後東京より発信の番組Music metropolisを担当（2時間生放送）。同番組は2003年4月より一年間に亘って大阪のFM COCOLOにて同時放送された。2007年3月をもって番組終了。
2001年 NHK教育テレビ「ミニ英会話・とっさのひとこと」の解説者として登場、2003年秋から再放送された。
2002年 Love FMにて月曜～木曜に東京より発信の夜のワイド番組（4時間）Insightを担当。
2004年秋からJFN全国ネットの番組「Legacy of Jazz」に出演中。2012年放送終了。
2005年4月からNHKラジオ第2「ものしり英語塾（2005年度はシニアのための英語塾）」金・土担当の講師として出演した。
2009年2月7日よりNHK World「Newsline」のキャスターとして登場。土日の夜担当。2010年に入ってからは不定期で平日にも担当することがある。
2009年2月よりNHK WorldとNHK BS1にて放送の「Tokyo Fashion Express」ではナレーションを担当。（BS1では2010年4月1日より放送中。日英両語によるナレーションを担当。総合テレビ、BS1向けの日本語による番組案内ナレーションも担当）
2009年4月4日より一年間に亘り、J-WAVEで放送のDocomo The Voyageにて隔週ナレーターとして登場。
2010年3月29日より一年間に亘りNHK教育テレビで放送の「ギフトＥ名言の世界」の日・英ナレーションを担当。
2012年1月7日より放送開始NHK 教育テレビ「アンジェラ アキ　Songbook in English」ナレーションを担当。
2015年度2020年3月27日迄（NHK WORLD NEWSLINEにて平日夜間のメインキャスターとしてレギュラー出演。
2019年1月15日開始のNHK WORLD 華語視界における中国語のニュースキャスターを担当。

## 主なラジオ番組

### 過去
- Legacy of Jazz（JFNネットワーク）
- MUSIC FACTORY 'AZ'（J-WAVE、月～金）
- GEORGIA Morning Menagerie（エフエム沖縄、月～金）